# Országos Bajnokság I 2015-2016 (pallanuoto maschile)
L'Országos Bajnokság I 2015-2016 è la 110ª edizione del massimo campionato ungherese maschile di pallanuoto. Le gare di stagione regolare inizieranno il 19 settembre 2015 con l'anticipo della prima giornata, e si concluderanno il 4 maggio 2016. Segue la fase dei playoff.
Le squadre aumentano da 14 a 16, pertanto viene bloccata la retrocessione del Pécs e, oltre alla neopromossa Miskolc vincitrice della seconda divisione, viene ripescato il Tatabánya, che aveva concluso la seconda divisione al 2º posto.
Il formato del torneo viene radicalmente modificato rispetto alle stagioni precedenti. In una fase iniziale le sedici squadre vengono suddivise in due gruppi da otto ciascuno, per un totale di quattordici giornate. Nella seconda fase, le prime quattro di ciascun gruppo confluiscono in un nuovo raggruppamento, e così fanno le ultime quattro, formando così due nuovi gironi, dove ciascuna squadra affronta le quattro non ancora affrontate nella fase precedente; i risultati ottenuti nella prima fase contro le squadre dello stesso raggruppamento vengono comunque mantenuti. Il torneo si conclude con i playoff per lo scudetto, per i piazzamenti e per evitare la retrocessione. Ai playoff scudetto partecipano le prime quattro del primo raggruppamento.

## Squadre partecipanti
| Club         | Città     | Piscina                              | Stagione 2014-2015                           |
| ------------ | --------- | ------------------------------------ | -------------------------------------------- |
| Vasutas      | Budapest  | Piscina Budapesti Vasutas Sport Club | 9º posto in OB I                             |
| Debrecen     | Debrecen  | Centro acquatico di Debrecen         | 10º posto in OB I                            |
| Eger         | Eger      | Piscina Aladár Bitskey               | 3º posto in OB I                             |
| Ferencváros  | Budapest  | Piscina FTC - Népliget               | 4º posto in OB I                             |
| Honvéd       | Budapest  | Piscina Kőér utca                    | 6º posto in OB I                             |
| Kaposvari    | Kaposvár  | Virágfürdő                           | 7º posto in OB I                             |
| KSI          | Budapest  | Piscina Tamás Széchy                 | 13º posto in OB I                            |
| Miskolc      | Miskolc   |                                      | 1º posto in OB II, promossa                  |
| Orvosegyetem | Budapest  | Piscina Imre Nyéki                   | 2º posto in OB I                             |
| Pécs         | Pécs      | Centro acquatico Oszkár Abay-Nemes   | Ultimo posto in OB I, retrocessa e ripescata |
| Szeged       | Seghedino | Centro acquatico di Szeged           | 5º posto in OB I                             |
| Szentes      | Szentes   | Centro acquatico di Szentes          | 11º posto in OB I                            |
| Szolnok      | Szolnok   | Piscina Tiszaligeti                  | Campione d'Ungheria in carica                |
| Tatabánya    | Tatabánya |                                      | 2º posto in OB II, ripescata                 |
| Vasas        | Budapest  | Centro acquatico Béla Komjádi        | 8º posto in OB I                             |
| UVSE         | Budapest  | Stadio del nuoto Alfréd Hajós        | 12º posto in OB I                            |

## Prima fase

### Gruppo A
|  | Pos. | Squadra   | Pt | G  | V  | N | P  | GF  | GS  | DR   |
|  | ---- | --------- | -- | -- | -- | - | -- | --- | --- | ---- |
|  | 1.   | Szolnok   | 42 | 14 | 14 | 0 | 0  | 202 | 85  | +117 |
|  | 2.   | Eger      | 36 | 14 | 12 | 0 | 2  | 190 | 98  | +92  |
|  | 3.   | Szeged    | 24 | 14 | 8  | 0 | 6  | 144 | 138 | +6   |
|  | 4.   | Vasutas   | 23 | 14 | 7  | 2 | 5  | 139 | 139 | 0    |
|  | 5.   | Miskolc   | 16 | 14 | 5  | 1 | 8  | 125 | 167 | -42  |
|  | 6.   | Szentes   | 14 | 14 | 4  | 2 | 8  | 125 | 177 | -52  |
|  | 7.   | Kaposvari | 7  | 14 | 2  | 1 | 11 | 87  | 141 | -54  |
|  | 8.   | Tatabánya | 3  | 14 | 1  | 0 | 13 | 107 | 174 | -67  |

| Data    | And. | 1ª giornata         | Rit. | Data    |
| 19 set. | 7-7  | Kaposvár - BVSC     | 8-11 | 15 nov. |
| 23 set. | 13-7 | Eger - Miskolc      | 17-7 | 25 nov. |
| 23 set. | 16-8 | Szeged - Szentes    | 14-8 | 25 nov. |
| 23 set. | 19-4 | Szolnok - Tatabánya | 13-8 | 25 nov. |

| Data    | And. | 4ª giornata        | Rit.  | Data  |
| 3 ott.  | 5-18 | Kaposvár - Eger    | 8-11  | 6 feb |
| 10 ott. | 8-12 | BVSC - Szolnok     | 6-12  | 6 feb |
| 10 ott. | 12-5 | Szeged - Tatabánya | 11-9  | 6 feb |
| 10 ott. | 9-9  | Szentes - Miskolc  | 13-14 | 6 feb |

| Data   | And. | 7ª giornata        | Rit. | Data    |
| 7 nov. | 7-12 | Miskolc - Szeged   | 7-12 | 21 feb. |
| 7 nov. | 9-4  | Szolnok - Eger     | 8-6  | 21 feb. |
| 7 nov. | 6-10 | Tatabánya - BVSC   | 9-16 | 21 feb. |
| 9 nov. | 8-7  | Szentes - Kaposvár | 8-7  | 20 feb. |

| Data    | And. | 2ª giornata        | Rit.  | Data   |
| 26 set. | 12-9 | BVSC - Szentes     | 11-11 | 5 dic. |
| 26 set. | 17-9 | Eger - Tatabánya   | 17-6  | 8 dic. |
| 28 set. | 7-8  | Kaposvár - Miskolc | 4-10  | 5 dic. |
| 13 ott. | 6-13 | Szeged - Szolnok   | 9-18  | 8 dic. |

| Data    | And.  | 5ª giornata         | Rit. | Data    |
| 17 ott. | 14-6  | Eger - BVSC         | 12-7 | 14 feb. |
| 17 ott. | 11-10 | Tatabánya - Miskolc | 8-10 | 13 feb. |
| 24 ott. | 10-6  | Szeged - Kaposvár   | 11-8 | 13 feb. |
| 24 ott. | 17-6  | Szolnok - Szentes   | 16-9 | 13 feb. |

| Data   | And. | 3ª giornata         | Rit.  | Data    |
| 3 ott. | 11-9 | Szentes - Tatabánya | 14-11 | 30 gen. |
| 4 ott. | 11-9 | Miskolc - BVSC      | -     | 31 gen. |
| 7 ott. | 15-7 | Eger - Szeged       | 12-8  | 30 gen. |
| 7 ott. | 16-1 | Szolnok - Kaposvár  | 11-5  | 30 gen. |

| Data   | And.  | 6ª giornata          | Rit. | Data    |
| 4 nov. | 14-11 | BVSC - Szeged        | 8-5  | 19 feb. |
| 4 nov. | 8-17  | Miskolc - Szolnok    | 5-21 | 19 feb. |
| 4 nov. | 5-16  | Szentes - Eger       | 6-18 | 18 feb. |
| 4 nov. | 7-8   | Tatabánya - Kaposvár | 5-6  | 18 feb. |

### Gruppo B
|  | Pos. | Squadra      | Pt | G  | V  | N | P  | GF  | GS  | DR   |
|  | ---- | ------------ | -- | -- | -- | - | -- | --- | --- | ---- |
|  | 1.   | Orvosegyetem | 36 | 14 | 12 | 0 | 2  | 164 | 82  | +82  |
|  | 2.   | Ferencváros  | 33 | 14 | 11 | 0 | 3  | 153 | 101 | +52  |
|  | 3.   | Honvéd       | 31 | 14 | 10 | 1 | 3  | 135 | 103 | +32  |
|  | 4.   | Vasas        | 23 | 14 | 7  | 2 | 5  | 141 | 145 | -4   |
|  | 5.   | Debrecen     | 22 | 14 | 7  | 1 | 6  | 119 | 109 | +10  |
|  | 6.   | Pécs         | 9  | 14 | 3  | 0 | 11 | 121 | 147 | -26  |
|  | 7.   | UVSE         | 9  | 14 | 3  | 0 | 11 | 114 | 154 | -40  |
|  | 8.   | KSI          | 3  | 14 | 1  | 0 | 13 | 83  | 189 | -106 |

| Data    | And.  | 1ª giornata         | Rit. | Data    |
| 23 set. | 12-10 | Honvéd - UVSE       | 8-7  | 25 nov. |
| 23 set. | 6-16  | KSI - Ferencváros   | 7-16 | 25 nov. |
| 23 set. | 7-13  | Pécs - Orvosegyetem | 5-7  | 25 nov. |
| 6 ott.  | 9-8   | Vasas - Debrecen    | 9-9  | 14 nov. |

| Data    | And. | 4ª giornata             | Rit.  | Data  |
| 10 ott. | 7-5  | Debrecen - Orvosegyetem | 5-13  | 5 feb |
| 10 ott. | 10-3 | Ferencváros - Vasas     | 15-7  | 7 feb |
| 10 ott. | 11-4 | Honvéd - Pécs           | 10-12 | 6 feb |
| 14 ott. | 9-6  | UVSE - KSI              | 10-8  | 6 feb |

| Data   | And.  | 7ª giornata                | Rit. | Data    |
| 7 nov. | 12-2  | Honvéd - KSI               | 15-5 | 17 feb. |
| 7 nov. | 4-10  | Pécs - Debrecen            | 9-10 | 21 feb. |
| 7 nov. | 11-14 | UVSE - Vasas               | 7-18 | 21 feb. |
| 8 nov. | 8-7   | Orvosegyetem - Ferencváros | 9-4  | 21 feb. |

| Data    | And.  | 2ª giornata           | Rit.  | Data   |
| 26 set. | 8-5   | Debrecen - UVSE       | 8-7   | 5 dic. |
| 26 set. | 15-12 | Ferencváros - Pécs    | 16-10 | 8 dic. |
| 27 set. | 3-10  | Honvéd - Orvosegyetem | 10-7  | 8 dic. |
| 30 set. | 8-14  | KSI - Vasas           | 6-16  | 5 dic. |

| Data    | And. | 5ª giornata            | Rit.  | Data    |
| 17 ott. | 13-9 | Honvéd - Vasas         | 11-11 | 13 feb. |
| 17 ott. | 13-4 | Pécs - KSI             | 8-11  | 13 feb. |
| 24 ott. | 10-7 | Ferencváros - Debrecen | 8-7   | 13 feb. |
| 24 ott. | 14-7 | Orvosegyetem - UVSE    | 15-7  | 13 feb. |

| Data    | And. | 3ª giornata          | Rit. | Data    |
| 3 ott.  | 4-12 | KSI - Debrecen       | 6-14 | 30 gen. |
| 7 ott.  | 7-8  | Ferencváros - Honvéd | 5-2  | 30 gen. |
| 7 ott.  | 16-7 | Orvosegyetem - Vasas | 13-3 | 30 gen. |
| 22 ott. | 9-12 | Pécs - UVSE          | 10-7 | 30 gen. |

| Data   | And. | 6ª giornata        | Rit.  | Data    |
| 4 nov. | 8-5  | Honvéd - Debrecen  | 12-9  | 19 feb. |
| 4 nov. | 14-3 | Orvosegyetem - KSI | 20-7  | 19 feb. |
| 4 nov. | 8-9  | Pécs - Vasas       | 10-12 | 19 feb. |
| 4 nov. | 8-12 | UVSE - Ferencváros | 7-12  | 17 feb. |

## Seconda fase

### Girone per il titolo
|   | Squadra      | G | V | N | P | GF  | GS  | DR  | Pts | Qualificazione           |
| - | ------------ | - | - | - | - | --- | --- | --- | --- | ------------------------ |
| 1 | Szolnok      | 8 | 8 | 0 | 0 | 109 | 50  | +59 | 66  | Incontro per la Finale   |
| 2 | Eger         | 8 | 6 | 2 | 0 | 107 | 70  | +37 | 56  | Incontro per la Finale   |
| 3 | Orvosegyetem | 8 | 4 | 0 | 4 | 89  | 75  | +14 | 48  | Incontro per il 3º posto |
| 4 | Ferencváros  | 8 | 3 | 1 | 4 | 69  | 92  | −23 | 43  | Incontro per il 3º posto |
| 5 | Szeged       | 8 | 4 | 0 | 4 | 77  | 67  | +10 | 36  | Incontro per il 5º posto |
| 6 | Vasutas      | 8 | 3 | 1 | 4 | 80  | 87  | −7  | 33  | Incontro per il 5º posto |
| 7 | Honvéd       | 8 | 0 | 1 | 7 | 57  | 84  | −27 | 32  | Incontro per il 7º posto |
| 8 | Vasas        | 8 | 1 | 1 | 6 | 59  | 122 | −63 | 27  | Incontro per il 7º posto |

| 1ª giornata          |       |
| OSC − BVSC           | 14-6  |
| Szolnok − Vasas      | 15-6  |
| Eger − Honvéd        | 15-8  |
| Ferencváros − Szeged | 12-11 |

| 2ª giornata           |       |
| Szolnok − Ferencváros | 19-10 |
| BVSC − Honvéd         | 14-9  |
| Vasas − Szeged        | 4-16  |
| OSC − Eger            | 9-11  |

| 3ª giornata        |      |
| Szeged − OSC       | 5-12 |
| Eger − Vasas       | 19-9 |
| Honvéd − Szolnok   | 4-10 |
| Ferencváros − BVSC | 10-6 |

| 4ª giornata        |       |
| Honvéd − Szeged    | 7-8   |
| Eger − Ferencváros | 15-7  |
| Vasas − BVSC       | 11-11 |
| Szolnok − OSC      | 13-10 |

| 5ª giornata          |       |
| Szeged − Ferencváros | 7-8   |
| Vasas − Szolnok      | 3-19  |
| BVSC − OSC           | 11-16 |
| Honvéd − Eger        | 11-11 |

| 6ª giornata           |      |
| Szeged − Vasas        | 16-4 |
| Eger − OSC            | 11-7 |
| Ferencváros − Szolnok | 5-13 |
| Honvéd − BVSC         | 7-10 |

| 7ª giornata        |      |
| Szolnok − Honvéd   | 10-6 |
| Vasas − Eger       | 9-15 |
| OSC − Szeged       | 15-8 |
| BVSC − Ferencváros | 11-7 |

| 8ª giornata        |       |
| Szeged − Honvéd    | 6-5   |
| BVSC − Vasas       | 15-17 |
| Ferencváros − Eger | 10-10 |
| OSC − Szolnok      | 6-10  |

### Girone per la salvezza
|    | Squadra   | G | V | N | P | GF | GS | DR  | Pts | Qualificazione            |
| -- | --------- | - | - | - | - | -- | -- | --- | --- | ------------------------- |
| 9  | Debrecen  | 8 | 4 | 2 | 2 | 84 | 71 | +13 | 36  | Incontro per il 9º posto  |
| 10 | Miskolc   | 8 | 5 | 0 | 3 | 89 | 75 | +14 | 31  | Incontro per il 9º posto  |
| 11 | Szentes   | 8 | 5 | 1 | 2 | 80 | 76 | +4  | 30  | Incontro per l'11º posto  |
| 12 | Kaposvari | 8 | 5 | 2 | 1 | 84 | 71 | +13 | 24  | Incontro per l'11º posto  |
| 13 | Pécs      | 8 | 4 | 1 | 3 | 74 | 69 | +5  | 22  | Incontro per il 13º posto |
| 14 | UVSE      | 8 | 2 | 2 | 4 | 75 | 83 | −8  | 17  | Incontro per il 13º posto |
| 15 | Tatabánya | 8 | 1 | 3 | 4 | 63 | 74 | −11 | 9   | Incontro per il 15º posto |
| 16 | KSI       | 8 | 0 | 1 | 7 | 63 | 93 | −30 | 4   | Incontro per il 15º posto |

#### Schedule and results[1]
| 1ª giornata          |       |
| Tatabánya − Debrecen | 9-9   |
| Miskolc − KSI        | 14-7  |
| Szentes − UVSE       | 13-11 |
| Pécs − Kaposvár      | 9-11  |

| 2ª giornata        |       |
| KSI − Kaposvár     | 7-11  |
| Tatabánya − UVSE   | 9-9   |
| Debrecen − Szentes | 18-13 |
| Miskolc − Pécs     | 9-8   |

| 3ª giornata         |       |
| Kaposvár − Debrecen | 7-7   |
| Szentes − KSI       | 13-11 |
| UVSE − Miskolc      | 10-7  |
| Pécs − Tatabánya    | 12-6  |

| 4ª giornata        |       |
| KSI − Tatabánya    | 7-7   |
| Szentes − Pécs     | 6-6   |
| UVSE − Kaposvár    | 10-10 |
| Debrecen − Miskolc | 8-9   |

| 5ª giornata          |       |
| Debrecen − Tatabánya | 13-8  |
| KSI − Miskolc        | 12-17 |
| Kaposvár − Pécs      | 14-11 |
| UVSE − Szentes       | 10-11 |

| 6ª giornata        |      |
| Kaposvár − KSI     | 11-7 |
| Szentes − Debrecen | 8-6  |
| UVSE − Tatabánya   | 8-6  |
| Pécs − Miskolc     | 10-9 |

| 7ª giornata         |      |
| KSI − Szentes       | 5-8  |
| Tatabánya − Pécs    | 6-9  |
| Miskolc − UVSE      | 16-7 |
| Debrecen − Kaposvár | 10-9 |

| 8ª giornata        |       |
| Kaposvár − UVSE    | 11-10 |
| Tatabánya − KSI    | 12-7  |
| Miskolc − Debrecen | 8-13  |
| Pécs − Szentes     | 9-8   |

### Finale
La prima classificata ospita gara-1, gara-3 ed eventuale gara-5.
| 1ª classificata | Serie | 2ª classificata | Gara 1 | Gara 2 | Gara 3 | Gara 4 | Gara 5 |
| --------------- | ----- | --------------- | ------ | ------ | ------ | ------ | ------ |
| Szolnok         | 3–2   | Eger            | 9–6    | 11–8   | 9–12   | 7-8    | 10-8   |

### Terzo posto
La terza classificata ospita gara-1 ed eventuale gara-3.
| 3ª classificata | Serie | 4ª classificata | Gara 1 | Gara 2 | Gara 3 |
| --------------- | ----- | --------------- | ------ | ------ | ------ |
| Orvosegyetem    | 2–0   | Ferencváros     | 10–7   | 10-9   |        |

### Quinto posto
La quinta classificata ospita gara-1 ed eventuale gara-3.
| 5ª classificata | Serie | 6ª classificata | Gara 1 | Gara 2 | Gara 3 |
| --------------- | ----- | --------------- | ------ | ------ | ------ |
| Szeged          | 0–2   | Vasutas         | 4–6    | 8-9    |        |

### Settimo posto
La settima classificata ospita gara-1 ed eventuale gara-3.
| 7ª classificata | Serie | 8ª classificata | Gara 1 | Gara 2 | Gara 3 |
| --------------- | ----- | --------------- | ------ | ------ | ------ |
| Honvéd          | 0–2   | Vasas           | 7–8    | 10–11  |        |

### Nono posto
La settima classificata ospita gara-1 ed eventuale gara-3.
| 9ª classificata | Serie | 10ª classificata | Gara 1 | Gara 2 | Gara 3 |
| --------------- | ----- | ---------------- | ------ | ------ | ------ |
| Debrecen        | 2–0   | Miskolc          | 11-7   | 8-6    |        |

### Undicesimo posto
L'undicesima classificata ospita gara-1 ed eventuale gara-3.
| 11ª classificata | Serie | 12ª classificata | Gara 1 | Gara 2 | Gara 3 |
| ---------------- | ----- | ---------------- | ------ | ------ | ------ |
| Szentes          | 0–2   | Kaposvari        | 9–16   | 5-12   |        |

### Tredicesimo posto
La tredicesima classificata ospita gara-1 ed eventuale gara-3.
| 13ª classificata | Serie | 14ª classificata | Gara 1 | Gara 2 | Gara 3 |
| ---------------- | ----- | ---------------- | ------ | ------ | ------ |
| Pécs             | 1–2   | UVSE             | 5–10   | 9-8    | 11-13  |

### Quindicesimo posto
La quindicesima classificata ospita gara-1 ed eventuale gara-3.
| 15ª classificata | Serie | 16ª classificata | Gara 1      | Gara 2      | Gara 3 |
| ---------------- | ----- | ---------------- | ----------- | ----------- | ------ |
| Tatabánya        | 2–1   | KSI              | 14–15 (dtr) | 11-10 (dtr) | 16-8   |

## Classifica marcatori
Aggiornata al 29 maggio
| Gol |  |  | Giocatore            | Squadra      |
| --- |  |  | -------------------- | ------------ |
| 61  |  |  | Bence Bátori         | Orvosegyetem |
| 61  |  |  | Dániel Francsics     | Tatabánya    |
| 57  |  |  | Dénes Varga          | Szolnok      |
| 53  |  |  | Ivan Basara          | Pécs         |
| 51  |  |  | Stefan Mitrović      | Szolnok      |
| 49  |  |  | Márton Szivós        | Eger         |
| 48  |  |  | József Berta         | Kaposvari    |
| 47  |  |  | Marko Ćuk            | Ferencváros  |
| 47  |  |  | Márk Kállay          | Debrecen     |
| 46  |  |  | Krisztián Manhercz   | Szeged       |
| 45  |  |  | Miloš Miličić        | Miskolc      |
| 45  |  |  | Gergő Kovács         | Honvéd       |
| 45  |  |  | Aleksandar Njegovan  | Miskolc      |
| 41  |  |  | Zoltán Péter Dávid   | UVSE         |
| 41  |  |  | Levente Dávid Miklós | KSI          |
| 41  |  |  | Marko Petković       | Miskolc      |
| 40  |  |  | Mátyás Pásztor       | Vasutas      |